# جيري غرين (لاعب كرة سلة مواليد 1980)
جيري غرين (بالإنجليزية: Jerry Green)‏ مواليد 12 فبراير 1980 في بومونا، هو لاعب كرة سلة أمريكي. بدأ مسيرته الاحترافية في سنة 2002. يبلغ طوله 6 قدم 3 بوصة (1.9 م).

## المسيرة الاحترافية
لعب مع شارني سووبسك في موسم 2003–2004، ثم لعب مع نيكار ريزن لودفيغسبورغ في الدوري الألماني من سنة 2004 إلى 2007، ثم لعب مع نادي أوستند لكرة السلة في موسم 2007–2008، ثم لعب مع سباستياني باسكت رييتي في الدوري الإيطالي في موسم 2008–2009، ثم لعب مع بالاكانسترو كانتو في موسم 2009–2010، ثم لعب مع نيكار ريزن لودفيغسبورغ في الدوري الألماني من سنة 2010 إلى 2012.

## روابط خارجية
- جيري غرين على موقع كرة السلة الأوروبية.كوم (الإنجليزية)
- جيري غرين على موقع كلية كرة السلة في سبورتس رفرنس.كوم (الإنجليزية)
- جيري غرين على موقع ريلجم (الإنجليزية)
- جيري غرين على موقع سبورتس رفرنس (الإنجليزية)